# Ерван Кезер
Ерван Кезер (8 червня 1992 , Швейцарія ) — швейцарський лижник. Учасник зимових Олімпійських ігор 2018.

## Результати за кар'єру
Усі результати наведено за даними Міжнародної федерації лижного спорту.

### Олімпійські ігри
| Рік  | Вік | 15 км індивідуальні пер. | 30 км скіатлон | 50 км мас-старт | Спринт | 4 × 10 км естафета | Командна першість спринт |
| ---- | --- | ------------------------ | -------------- | --------------- | ------ | ------------------ | ------------------------ |
| 2018 | 25  | —                        | —              | —               | 51     | —                  | —                        |

### Чемпіонати світу
| Рік  | Вік | 15 км індивідуальні пер. | 30 км скіатлон | 50 км мас-старт | Спринт | 4 × 10 км естафета | Командна першість спринт |
| ---- | --- | ------------------------ | -------------- | --------------- | ------ | ------------------ | ------------------------ |
| 2021 | 28  | —                        | —              | —               | 52     | —                  | —                        |

### Кубки світу

#### Підсумкові місця в Кубку світу за роками
| Сезон | Вік | Місце в дисципліні | Місце в дисципліні | Місце в дисципліні | Місце в дисципліні | Місце в Скі Тур | Місце в Скі Тур | Місце в Скі Тур | Місце в Скі Тур   | Місце в Скі Тур |
| Сезон | Вік | Загалом            | Дистанція          | Спринт             | Ю-23               | Nordic Opening  | Тур де Скі      | Скі Тур 2020    | Фінал Кубка світу | Скі Тур Канада  |
| ----- | --- | ------------------ | ------------------ | ------------------ | ------------------ | --------------- | --------------- | --------------- | ----------------- | --------------- |
| 2013  | 20  | НК                 | НК                 | НК                 | Н/Д                | —               | —               | Н/Д             | —                 | Н/Д             |
| 2014  | 21  | НК                 | НК                 | НК                 | Н/Д                | —               | —               | Н/Д             | —                 | Н/Д             |
| 2015  | 22  | 135                | НК                 | 80                 | 21                 | —               | НФ              | Н/Д             | Н/Д               | Н/Д             |
| 2016  | 23  | НК                 | НК                 | НК                 | Н/Д                | —               | —               | Н/Д             | Н/Д               | —               |
| 2017  | 24  | 117                | 94                 | 79                 | Н/Д                | —               | НФ              | Н/Д             | —                 | Н/Д             |
| 2018  | 25  | 109                | НК                 | 56                 | Н/Д                | НФ              | —               | Н/Д             | —                 | Н/Д             |
| 2019  | 26  | НК                 | НК                 | НК                 | Н/Д                | —               | НФ              | Н/Д             | —                 | Н/Д             |
| 2020  | 27  | 145                | НК                 | 86                 | Н/Д                | —               | НФ              | —               | Н/Д               | Н/Д             |
| 2021  | 28  | 78                 | НК                 | 36                 | Н/Д                | —               | НФ              | Н/Д             | Н/Д               | Н/Д             |